# Frank Hurley

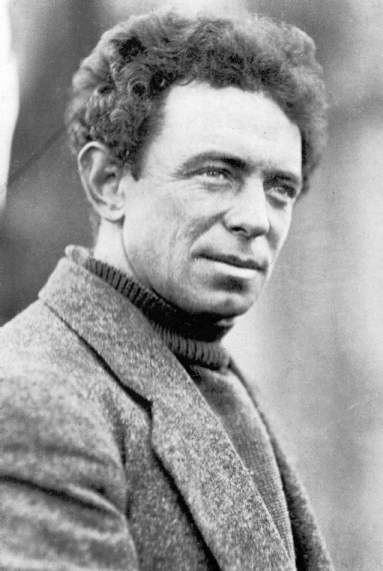
Frank Hurley (ca. 1914)

James Francis Hurley (* 15. Oktober 1885 in Glebe, Australien; † 16. Januar 1962 in Sydney), besser bekannt als Frank Hurley, war ein australischer Fotograf und Kameramann. Er wurde berühmt durch sein Bildmaterial von Ernest Shackletons zweiter Antarktisexpedition sowie von Schlachtfeldern des Ersten Weltkriegs.

## Leben

### Shackletons Expedition Endurance

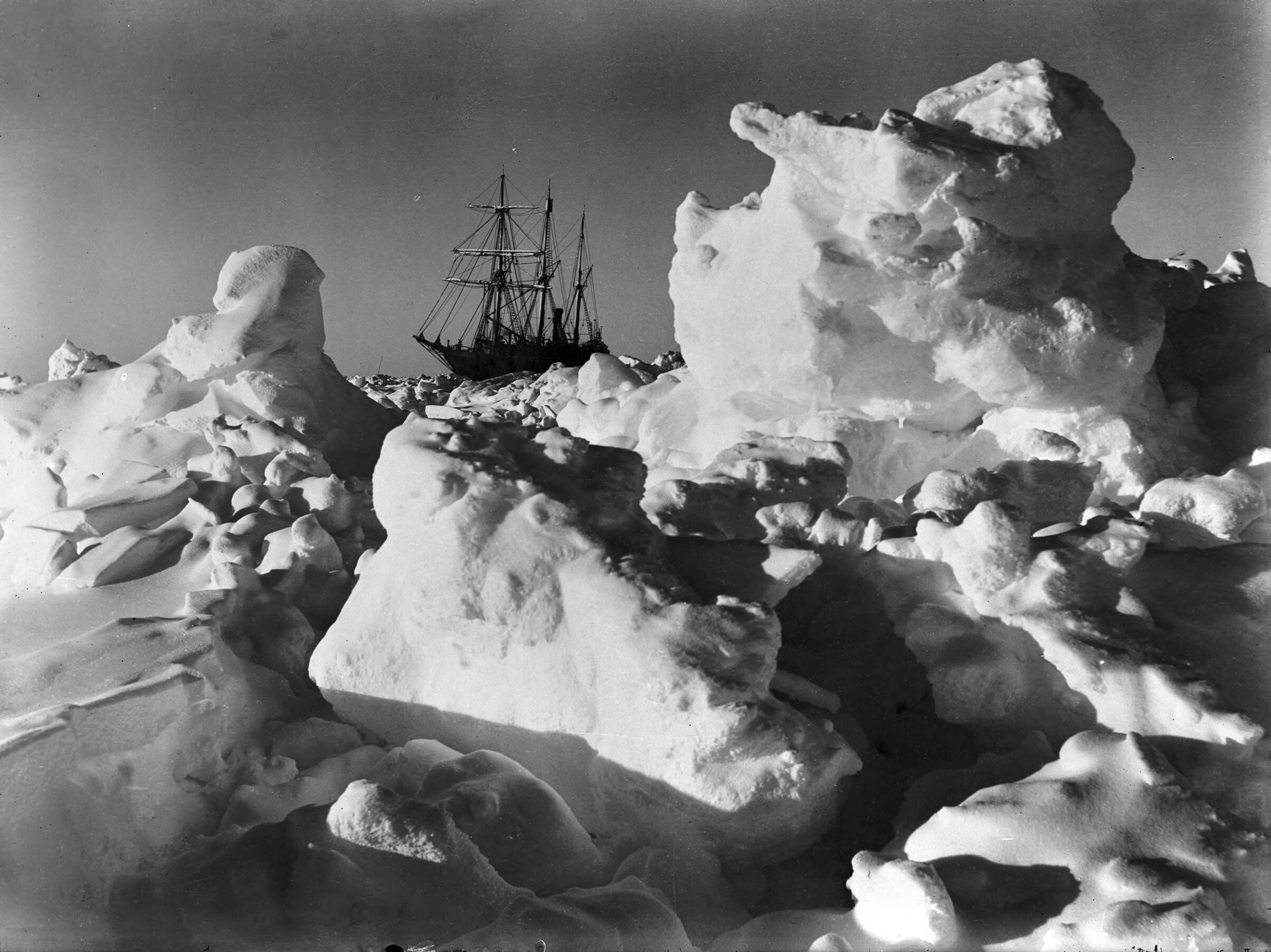
Die im Eis eingeschlossene Endurance.

Hurleys Berufsweg als Fotograf begann 1905 als Elektriker in einer Poststelle in Sydney. Durch diese Erfahrungen konnte er später die Elektroanlage der Endurance am Laufen halten. 1911 nahm er an einer Expedition des australischen Antarktisforschers Douglas Mawson teil.
Ernest Shackleton, ein englischer Forscher, der schon mit Robert Falcon Scott in der Antarktis gewesen war, sah Hurleys Film über die Mawson-Expedition („Home of The Blizzard“) und engagierte den Fotografen, um seine eigene, geplante Reise zu dokumentieren, nämlich die Durchquerung der Antarktis auf einer Strecke von 2.900 km. Shackletons Schiff „Endurance“ erreichte allerdings nicht einmal das antarktische Festland, sondern blieb im Januar 1915 im Packeis des Weddell-Meeres stecken. Eines der berühmtesten Fotos von der im Eis eingeklemmten Endurance machte Frank Hurley in einer Polarnacht. Er verwendete dazu 30 Blitze gleichzeitig. Im Oktober 1915 wurde die Endurance von den Eismassen zerdrückt und sank. Nach zwei monatelangen Biwaks auf Eisschollen („Ocean Camp“ und „Patience Camp“), die mit der Drift durch das Weddell-Meer nach Norden wanderten, gelangten alle Teilnehmer der Expedition nach dem Auseinanderbrechen der Eisschollen mit den Beibooten der Endurance auf die unbewohnte Insel Elephant Island. In einem der Beiboote machten sich 6 Mann von dort auf die rund 1000 km lange Seereise nach Südgeorgien, wo es eine Walfangstation gab. Dort überquerten Shackleton und zwei weitere Mitglieder der Expedition die als unüberwindlich geltenden Gebirgsketten der Insel (Höhe ca. 3000 m), um zur Walfangstation zu gelangen. Im Zuge der danach von Shackleton organisierten und sich über Monate hinziehenden Rettungsaktion wurden alle Teilnehmer der Expedition im August 1916 gerettet.
Hurley gehörte zu denen, die auf der Insel Elephant Island im Weddell-Meer monatelang auf die Rückkehr Shackletons gewartet hatten, unter zwei umgedrehten Rettungsbooten notdürftig vor Wind und Kälte geschützt. Er galt unter den Seeleuten als eisenharter, mutiger Mann, der auch bei schwierigsten Bedingungen seiner Arbeit nachging. So barg er einen Teil seines Materials aus dem gesunkenen Schiff, indem er in das eisige Wasser hinabtauchte. Bei dem anschließenden Weg über das Eis musste er sich notgedrungen bei seinen Fotos auf hundert belichtete Glasplatten beschränken, die er in Blechkanister einlötete. „Hurley ist ein Krieger mit der Kamera und würde überall hingehen oder alles tun, um zu einem Bild zu kommen“, urteilte der Erste Offizier der „Endurance“. Dies bewies er dann, als er, heimgekehrt, Kriegsfotograf auf den Kriegsschauplätzen des Ersten Weltkriegs an der Westfront wurde. Seine Bilder sind eindrücklich und haben trotz des Schreckens der Themen einen ungewöhnlich ästhetischen Reiz. Hurley machte dabei nie einen Hehl daraus, dass er einen Teil seiner Bilder bearbeitete, mit der Folge, dass sie letztlich nicht mehr dokumentarisch waren.
Für seine spektakulären Bilder erzielte Hurley Preise, die nie zuvor für ähnliches Material verlangt und bezahlt worden waren, und machte eine im Grunde vollständig gescheiterte Expedition zu einer der großen Abenteuergeschichten seiner Zeit. Der Expeditionsfilm wurde 1919 unter dem Titel „South“ erstmals aufgeführt, später wurden unterschiedliche Versionen bei Vorträgen oder in normalen Kinovorstellungen international gezeigt. Für diesen Film kehrte er sogar im Spätsommer 1916 an den Platz der Rettung zurück, um die Abfahrt Shackletons mit dem Ruderboot nachzustellen.

### Kriegseinsätze

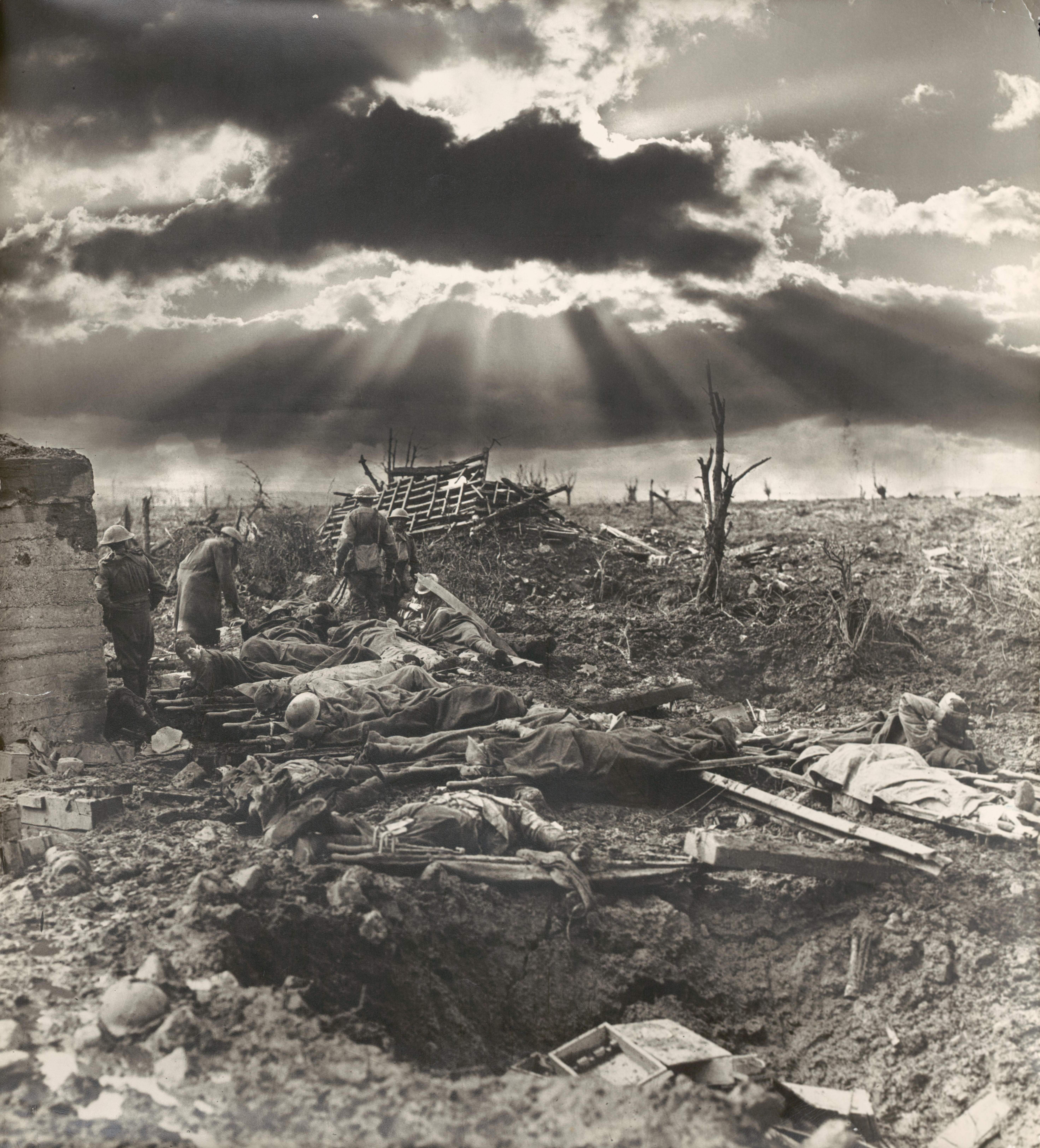
Hurleys Foto The morning after the first battle of Passchendaele aus dem Jahr 1917 gehört zu den bekanntesten Bildern vom Ersten Weltkrieg

Noch 1916, gleich nach seiner Rettung, kam Hurley im Rang eines Captain als Frontberichterstatter nach Europa. Zunächst lieferte er die üblichen Fotos – Gruppenbilder, Soldaten im Unterstand und dergleichen. Dann, unter dem Schock eigener Erlebnisse, änderten sich die Motive, zeigten die blutige Wirklichkeit, die verwüstete Kraterlandschaft Flanderns, Baumstümpfe, Ruinen, Leichen... Für derartige Bilder nahm er hohe persönliche Risiken auf sich. Hier, mitten im Krieg, unternahm er auch seine ersten Experimente mit Farbe; ihm gelangen einige der seltenen Farbfotos aus dem Ersten Weltkrieg. Allerdings versuchte er oft, die Wirkung seiner Aufnahmen durch Dunkelkammertricks noch zu erhöhen – und bekam deswegen Schwierigkeiten mit seinen Vorgesetzten, die reine Dokumente des Kriegsgeschehens erwarteten, keine Inszenierungen. Schließlich wurde er an die Palästinafront im osmanischen Mutesarriflik Jerusalem versetzt.
Im Zweiten Weltkrieg, Hurley war 55 Jahre alt, meldete er sich wieder zum Fronteinsatz, wurde aber mehrfach abgewiesen. Er korrigierte die Altersangabe in seinem Pass, endlich setzte man ihn im Nahen Osten ein, als Chef einer Truppe junger Kameraleute. Wieder gab es Konflikte, weil er nicht davon lassen wollte, Kampfszenen nachzustellen oder Bildmaterial nachträglich zu verändern. Nach sechs Jahren kehrte er, enttäuscht und müde, nach Australien zurück.

### Papua-Neuguinea
Bald nach dem Ende des Ersten Weltkrieges unternahm Hurley mit großem technischem Aufwand (Flugzeug, Radio, Funkgeräte) eine Filmexpedition nach Papua-Neuguinea, damals einer für Europa letzten „weißen Flecken“ auf dem Globus. Ein wissenschaftlicher Berater sollte dem Unternehmen einen seriösen Anstrich geben. Tatsächlich aber zogen die beiden Abenteurer rücksichtslos durch die Dörfer der einheimischen Bevölkerung, ständig auf der Jagd nach Kultgegenständen und anderen Trophäen, die sie sich unbedacht aneigneten. Dies endete mit einem öffentlichen Skandal, nachdem 1923 die Behörden in Neuguinea aufmerksam geworden waren und australische Zeitungen über die Vorfälle berichtet hatten. Der Wissenschaftler nahm sich wenig später das Leben, und auch Hurleys Ruf war ruiniert. Dennoch wurde sein Film („Pearls and Savages“) ein beachtlicher Erfolg.
Trotz der Fragwürdigkeit seiner Methoden hinterließ Hurley mit diesem Film ein unschätzbares kulturhistorisches Dokument. Denn nur zehn Jahre nach seinem filmischen Beutezug erschienen christliche Missionare in der Region und bekehrten die einheimische Bevölkerung, ihren Ahnenkult aufzugeben und alle Zeugnisse davon zu vernichten.

### Nach den Kriegen – Australien
Als der Zweite Weltkrieg zu Ende ging, war Hurley 61 Jahre alt, erschöpft, nahezu mittellos und ohne berufliche Perspektive. In den folgenden 15 Jahren, bis zu seinem Tode, fotografierte er seine Heimat – den ganzen Kontinent. Ständig streifte er umher und produzierte schöne Bilder von einem schönen Land. Armut, entwurzelte Aborigines oder Farmer, die unter der Dürre litten, kamen darin nicht vor. Er zeigte Australien, wie es sich selbst sehen wollte und wie das Ausland es sehen sollte: als ein attraktives Einwanderungsland. Seine Bildbände und Kalender hatten großen Erfolg, er war bald wieder ein vermögender Mann.
Am 16. Januar 1962 starb Frank Hurley in Sydney. Er hinterließ Frau und drei Kinder. Ihm zu Ehren benannt sind das Kap Hurley und der Mount Hurley in der Antarktis.

## Werkeinordnung
Hurley war nicht interessiert an reiner Dokumentation – er wollte möglichst aufregende Geschichten erzählen und berühmt werden. Das ist ihm immer wieder gelungen. Eindrucksvolle Schauplätze allein genügten ihm nicht. Schon seine Antarktisbilder hatte er durch technische Tricks oder gewagte Zuordnungen aufgewertet. Er hatte zum Beispiel Aufnahmen gemacht, als Shackleton davon ruderte, um Hilfe für die Schiffbrüchigen zu holen; von der Rückkehr gab es keine Bilder. Also verwendete Hurley später Aufnahmen von der Abfahrt, um auch die Rettung zu illustrieren und die Geschichte effektvoll abzurunden.
Immer wieder kopierte er hochdramatische Szenen von Wolken und Licht in seine Aufnahmen, wenn die ihm zu nüchtern erschienen, dazu bei den Kriegsbildern auch Flugzeuge oder die Fontänen detonierender Granaten. Auf diese Weise entstand eines der bekanntesten Fotos des Ersten Weltkrieges, Der Morgen nach der ersten Schlacht von Passchendaele. In der Wüste Negev bei Beʾer Scheva filmte er die große Kavallerieattacke der Schlacht von Beerscheba – die war freilich längst vorbei, die Aktionen in Hurleys Streifen wurden ganz und gar nachgestellt. Der gleichen Haltung entsprachen auch viele Texte zu seinem Film aus Papua-Neuguinea (etwa wenn er vom Klang der Trommeln sprach als von dem „Aufruf, die Kessel anzuheizen, in denen das Fleisch der Feinde sieden sollte“). Und im Zweiten Weltkrieg ließ er erbeutete feindliche Panzer beschießen, um packende Kampfszenen zu liefern.

## Rezeption
Hurleys Arbeiten waren jahrzehntelang fast vergessen. Gegen Ende der 1990er Jahre tauchten sie wieder auf und begründeten abermals seinen Ruhm. Die Erwartungen an den dokumentarischen Wert eines Fotos waren nicht mehr allzu hoch – jeder Computer enthielt Möglichkeiten zur Bildbearbeitung, die weit über Hurleys heimliche Tricks hinausgingen. Man sah die Bilder, wie sie vorlagen und war beeindruckt von ihren Inhalten und ihrer fotografischen Qualität. Hurley selbst hat seine Manipulationen nie öffentlich bedauert. Er hielt sie für legitim. Seine Meinung dazu: „Ein Foto ist kein Dokument dessen, was man sieht… Benutze die Kamera, wie ein Maler seinen Pinsel… Die Kamera ist nur ein Stück Technik; Du bist ihr Gehirn.“

## Filmografie (Auswahl)
- Home of the Blizzard (1913)
- Into the Unknown (1914)
- In the Grip of the Polar Ice (1917)
- South (1919)
- Pearls and Savages (1921)
- Jungle Woman (1926)
- The Hound of the Deep (1926)
- The Squatter's Daughter (1933)
- Silence of Dean Maitland (1934)
- Grandad Rudd (1935)
- Tall Timbers (1937)

## Film
- Mit Shackleton in der Antarktis – Der Fotograf Frank Hurley. Dokumentarfilm von Simon Nasht und Anna Cater, Koproduktion von NDR, BBC u. a., (C) 2004